# St. Peter und Paul (Waltershofen)

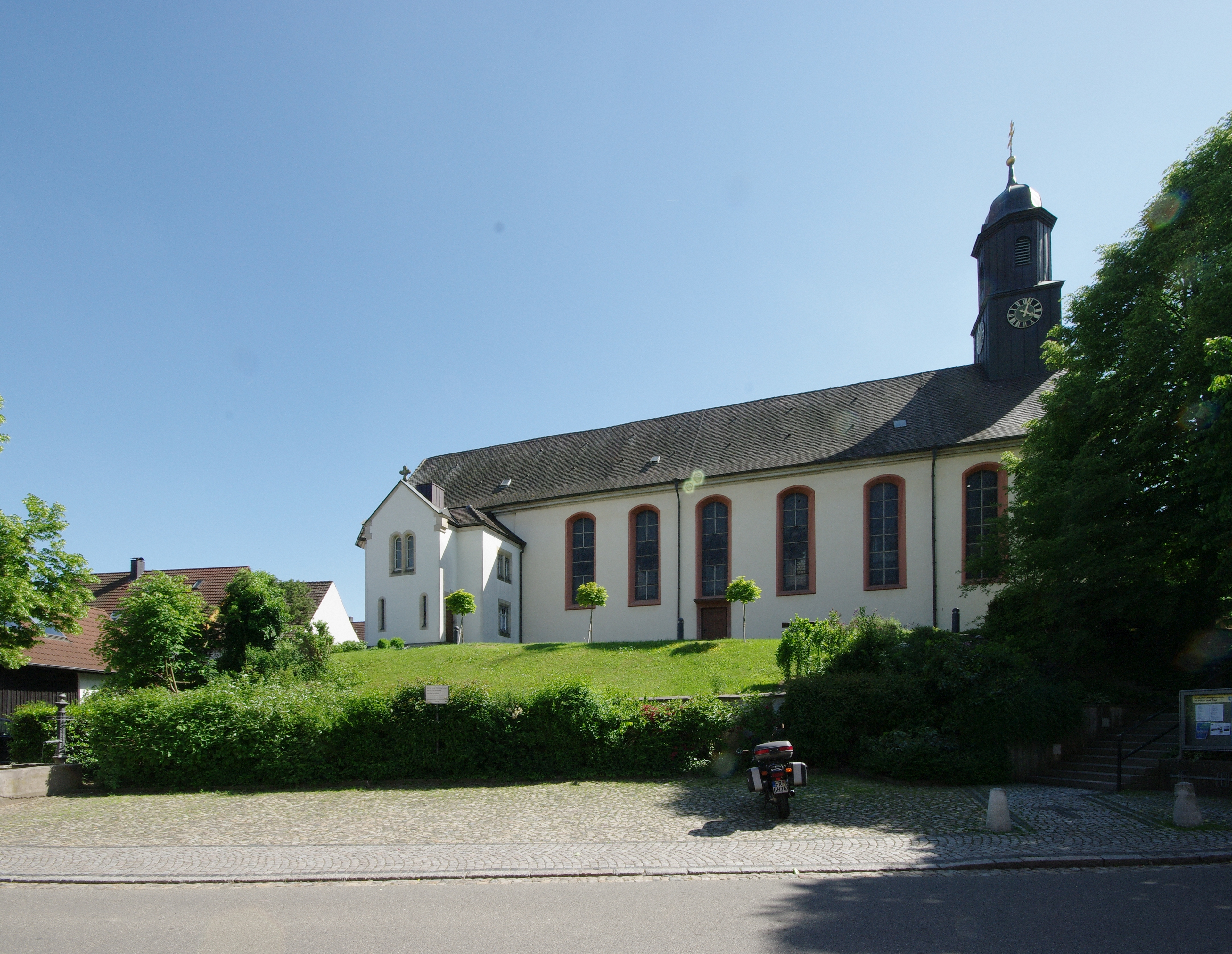
St. Peter und Paul in Waltershofen

St. Peter und Paul ist die römisch-katholische Kirche im Freiburger Stadtteil Waltershofen. Sie gehört zur Kirchengemeinde Freiburg-Tuniberg im Dekanat Freiburg des Erzbistums Freiburg. 

## Geschichte
Die Kirche wurde in den Jahren 1816 bis 1819 im Stil des Klassizismus badischer Prägung, im Weinbrennerstil nach Plänen des Architekten Christoph Arnold errichtet, wobei hier der typische Turm mit Pyramidendach fehlt und durch einen Dachreiter mit geschweifter Haube über der Eingangsfassade ersetzt wird. Anlass war die Verlegung des Pfarreisitzes von Wippertskirch nach Waltershofen. Zuvor gab es hier lediglich eine Kapelle, die auf das Jahr 1270 zurückgeht und der heiligen Margarete geweiht war.

## Beschreibung
Die schlichte Saalkirche mit sechs Fensterachsen hat eine flache Decke und ist zum Chor hin durch einen Chorbogen abgeschlossen. 
Die hohen Fenster auf beiden Seiten des Kirchensaals belichten den Innenraum gut, da sie weitgehend mit Klarglas versehen sind. In der Mitte haben sie jeweils ein bildlich gestaltetes farbiges Medaillon und sind mit einem farbigen Ornamentrand versehen. Über dem Eingangsbereich im hinteren Teil der Kirche befindet sich eine große Empore, auf der die Orgel aufgestellt ist und ein Kirchenchor gut Platz findet.

### Ausstattung

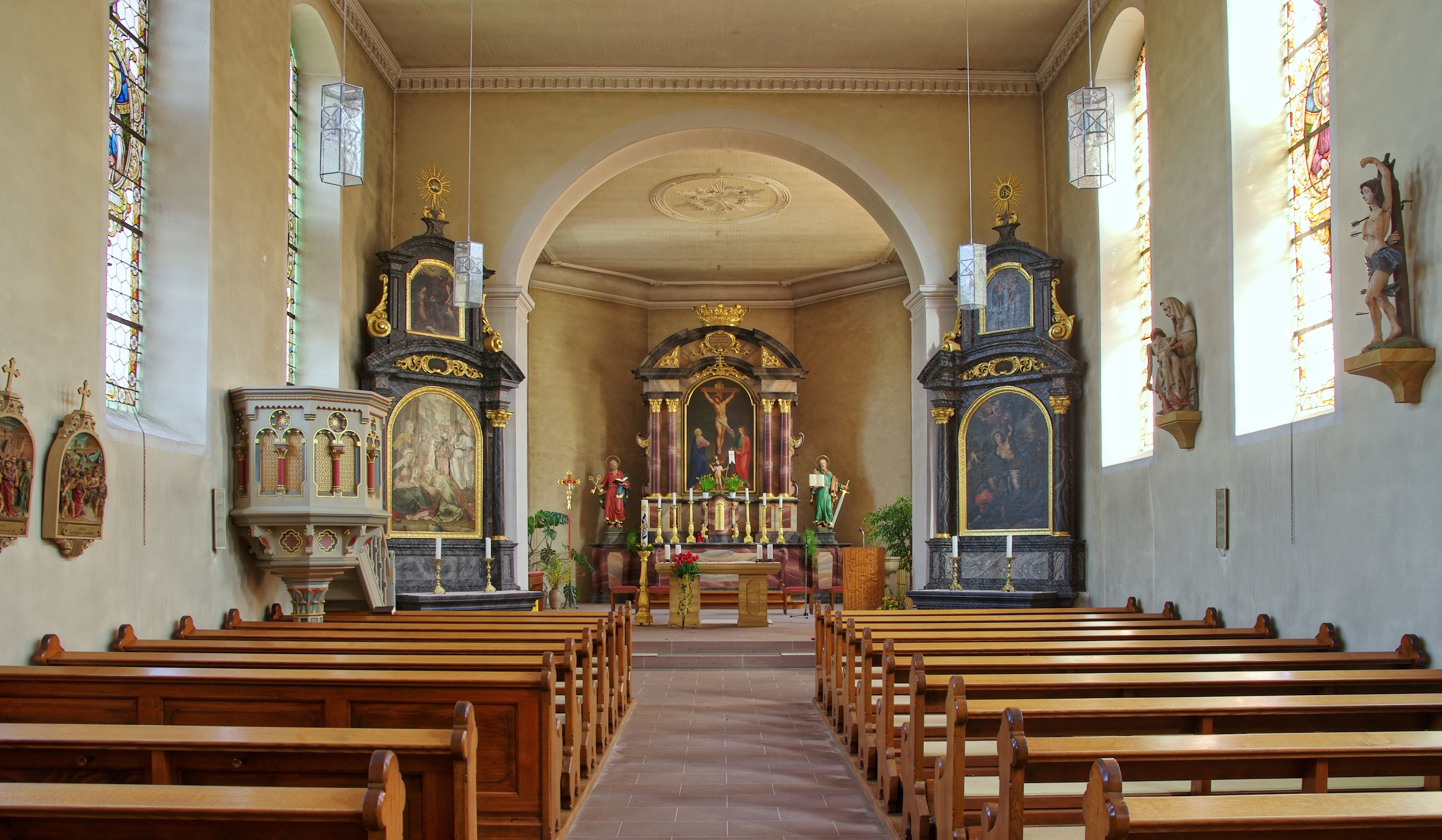
Innenraum

Im Chor befindet sich der Hochaltar, der ursprünglich in der Kirche von Pfohren stand. Dieser ersetzte einen 1885 von Bildhauer Franz Joseph Simmler geschaffenen Altar, der 1983/84 in der Kirche St. Nikolaus von Opfingen aufgestellt wurde. Die beiden Figuren der Kirchenpatrone neben dem Hochaltar wurden von dem Opfinger Bildhauer Josef Schäfer nach historischem Vorbild geschaffen.
Zwei barocke Seitenaltäre von 1711 wurden ursprünglich für das Freiburger Münster gefertigt, standen aber Anfang des 19. Jahrhunderts zur Verfügung, weil damals die Barockausstattung aus dem Münster entfernt wurde.
Im Kirchenschiff sind ferner eine gotische Pietà und eine spätgotische Figur des hl. Sebastian zu sehen, die wohl aus der früheren Pfarrkirche in Wippertskirch stammen.

### Orgel

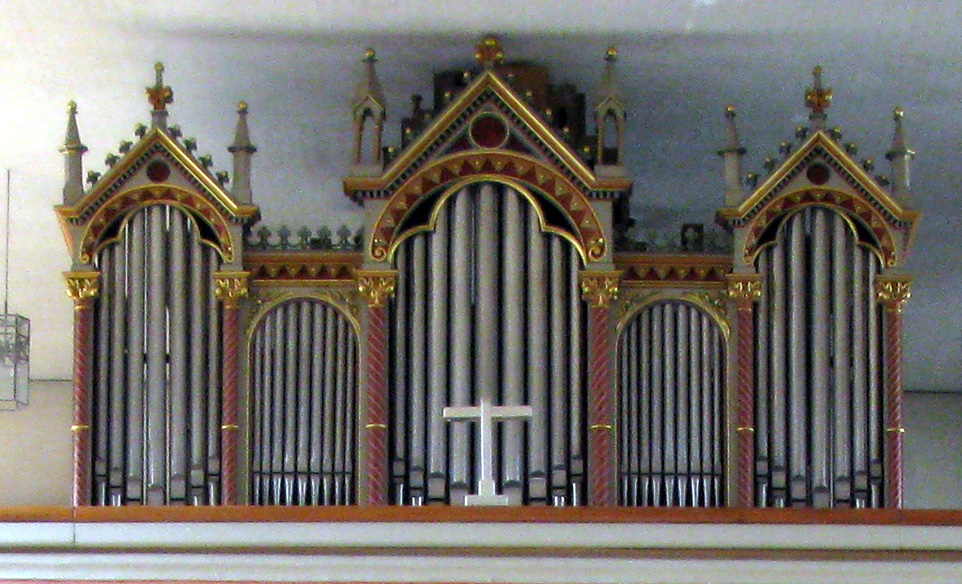
Prospekt der Merklin-Orgel

Anlässlich einer großen Kirchenrenovierung wurde 1892 eine neue Orgel der Orgelbauwerkstatt August Merklin aufgestellt. Sie verfügt über 13 Register auf zwei Manualen und Pedal. Dieses Instrument wurde 1981 von der Freiburger Orgelbau Hartwig und Tilmann Späth repariert und 1992 durch die Waldkircher Orgelbau Jäger & Brommer renoviert. Zuvor hatte es eine Orgel mit neun Registern auf einem Manual und Pedal gegeben, die 1831–1836 von Orgelbau Martin und Franz Josef Martin aus Waldkirch  neu gebaut worden war.

## Nachweise
1. ↑  orgel-verzeichnis.de: Freiburg im Breisgau / Waltershofen – St. Peter und Paul

Koordinaten: 48° 1′ 25,7″ N, 7° 43′ 5,5″ O